# Velyka Palaď
Velyka Palaď, česky také Veliký Palad (ukrajinsky Велика Паладь, maďarsky Nagypalád, rumunsky Paladu Mare) je obec na Ukrajině, v Zakarpatské oblasti, v okrese Berehovo, ve vesnické komunitě Pyjterfolvo. V roce 2025 zde žilo 1824 byvatel.
Velyka Palaď leží na ukrajinsko–maďarské hranici. Je zde hraniční přechod Velyka Palaď – Nagyhódos.
Částí obce Velyka Palaď je Fertešolmaš. V roce 2025 žilo v celé obci 2894 obyvatel.

## Historie
První písemná zmínka o této obci pochází z roku 1332. V roce 1910 byla obec součástí uherské župy Satu Mare a měla 1525 obyvatel, z nichž téměř všichni byli Maďaři.
Po skončení první světové války byla obec zpočátku součástí rozšířeného Rumunska, ale v důsledku hraničních úprav se roku 1921 stala součástí Československa a Podkarpatské Rusi. Byl zde obecní notariát, četnická stanice a poštovní úřad,  který v letech 1921 až 1929 nesl název Velikij Palad a v letech 1928 až 1938 nesl název Veliký Palad. V roce 1921 zde stálo 248 domů a žilo 1391 obyvatel, z toho 1 Čechoslovák, 24 Rusínů, 1149 Maďarů a 163 Židů. Byla to jediná obec bývalé župy Satu Mare, připojená k Československu. V roce 1930 zde žilo 1557 obyvatel. V roce 1938 byla obec na základě první vídeňské arbitráže přičleněna k Maďarsku.
Po skončení druhé světové války byla obec postoupena Sovětskému svazu a stala se součástí Ukrajinské sovětské socialistické republiky.

## Památky
- Kostel z 18. století, přestavěný v roce 1913 a renovovaný v roce 1986.